# 利永村
利永村（としながむら）は鹿児島県本土南部、揖宿郡に属していた村。
1948年に今和泉村から分離し利永村として設置され、1955年に上野地区が開聞村と合併し開聞町の一部となり、残部が山川町に編入され自治体としては消滅した。現在の指宿市山川利永及び開聞上野の区域に当たる。

## 地理
鹿児島県本土の南部に位置していた村であり、町村制施行時（1889年）時点の村域は今和泉村の大字利永の区域に合致する。
村域内には池田湖・鰻池が所在しており、池田湖沿岸に南薩火山群に属する鍋島岳がある。
今和泉村から1大字の区域のみが分割されたため、利永村には大字は設置されておらず、住所の表記上では大字を略して「揖宿郡利永村○○番地」の様に表記された。

### 湖沼
- 池田湖（開聞村・指宿市との境界上）
- 鰻池（山川町との境界上）

## 歴史

### 町村制施行から分離まで
1889年（明治22年）に町村制が施行され、それまでの今和泉郷の区域より今和泉村が成立し、村役場は岩本に置かれ、利永村は今和泉村の大字利永となった。1946年（昭和21年）には利永に支所が設置された。

### 利永村の分離
村の南端部に位置していた大字利永は中心部より遠くに位置しており、利永から岩本にある村役場へ行くのには山川町や指宿町を経由しなければならなかったため、利永には村役場の支所が設置されていた。
それにより、利永は今和泉村の中でも独立の地位にあり古くより分村が検討されてきたが、分村したとしても小規模な村になってしまうことから鹿児島県や今和泉村は好ましくないとして慰留してきたが、1948年（昭和23年）に分村が村議会、県議会で議決され、同年9月1日に今和泉村のうち大字利永村の区域が分割され利永村が成立した。

### 山川町・開聞村への分割編入
1955年（昭和30年）に上野地区（人口 : 834人）が開聞町に編入され開聞町上野（現在の指宿市開聞上野）となり、残部（人口 : 2,316人）が山川町に編入され、山川町利永（現在の指宿市山川利永）となった。

### 沿革
- 1889年（明治22年）4月1日 - 町村制が施行されたのに伴い、それまでの今和泉郷（外城）の区域より今和泉村が成立。利永村の区域は今和泉村の大字利永となる。
- 1948年（昭和23年）9月1日 - 今和泉村から大字利永の区域が利永村として分離し設置される。
- 1955年（昭和30年）4月1日 - 利永村が開聞村及び山川町に分割編入され自治体としては消滅[3]。以下に分割された地区を示す。
  - 開聞村（同時の町制施行し開聞町）：上野地区 → 開聞町上野
  - 山川町：利永地区・尾下地区 → 山川町利永

変遷表
| 1889年以前      | 1889-1900       | 1900-1920       | 1920-1940                | 1940-1950                | 1950-1955                | 1955-1960                 | 1960-1980                 | 1980-2006                 | 現在（2012年）           |
| --------------- | --------------- | --------------- | ------------------------ | ------------------------ | ------------------------ | ------------------------- | ------------------------- | ------------------------- | ------------------------ |
| 揖宿郡 指宿郷   | 揖宿郡 指宿村   | 揖宿郡 指宿村   | 1933年5月1日 町制 指宿町 | 1933年5月1日 町制 指宿町 | 1954年4月1日 新設 指宿市 | 1954年4月1日 新設 指宿市  | 1954年4月1日 新設 指宿市  | 1954年4月1日 新設 指宿市  | 2006年1月1日 新設 指宿市 |
| 揖宿郡 今和泉郷 | 揖宿郡 今和泉村 | 揖宿郡 今和泉村 | 揖宿郡 今和泉村          | 今和泉村                 | 1954年4月1日 新設 指宿市 | 1954年4月1日 新設 指宿市  | 1954年4月1日 新設 指宿市  | 1954年4月1日 新設 指宿市  | 2006年1月1日 新設 指宿市 |
| 揖宿郡 今和泉郷 | 揖宿郡 今和泉村 | 揖宿郡 今和泉村 | 揖宿郡 今和泉村          | 1948年9月1日 分立 利永村 | 1948年9月1日 分立 利永村 | 1955年4月1日 山川町に編入 | 1955年4月1日 山川町に編入 | 1955年4月1日 山川町に編入 | 2006年1月1日 新設 指宿市 |
| 揖宿郡 今和泉郷 | 揖宿郡 今和泉村 | 揖宿郡 今和泉村 | 揖宿郡 今和泉村          | 1948年9月1日 分立 利永村 | 1948年9月1日 分立 利永村 | 1955年4月1日 開聞町に編入 |                           |                           | 2006年1月1日 新設 指宿市 |

## 行政
- 初代村長：川畑 茂（1948年9月1日 - 1955年3月31日）[8]

## 地域

### 教育
中学校
- 利永中学校
編入後の1957年（昭和32年）に徳光中学校と統合し、山川西中学校となり、1975年（昭和50年）に山川西中学校は山川中学校及び大成中学校と統合し、山川中学校となった。現在の指宿市立山川中学校[9]。

小学校
- 利永小学校
1876年（明治9年）に設立され、利永簡易小学校、利永尋常高等学校、利永尋常小学校、利永国民学校、今和泉村立利永小学校となり、利永村分立により利永村立利永小学校となった。編入後は山川町へ引き継がれ、山川町立利永小学校となった。現在の指宿市立利永小学校[10]。

### 郵便局
- 利永郵便局
- 上野簡易郵便局

## 交通

### 道路
国道
- 二級国道226号枕崎指宿鹿児島線

県道
利永村の区域には現在鹿児島県道241号大山開聞線が通っているが、1958年（昭和33年）の告示により指定されており、利永村が存在する時期には県道は通っていなかった。